# University of Mount Saint Vincent
La University of Mount Saint Vincent è un'università privata di indirizzo cattolico con sede a Riverdale, nello stato americano di New York.
Fu fondata come scuola femminile nel 1847 dalle Suore della carità di New York con il nome di Academy of Mount Saint Vincent ed è intitolata a san Vincenzo de' Paoli.